# ポルノスター
『ポルノスター』は、1998年公開の日本映画。
『青い春』『空中庭園』などで知られる豊田利晃の監督デビュー作。1990年代の渋谷を舞台にしたバイオレンス映画。音楽は、豊田作品の常連となるロック・バンドdipが担当している。

## ストーリー
渋谷に、大量のナイフが入った鞄を持ち、関西弁を喋る一人の若者が電車に乗ってやってきた。路上でチケットを売っているヤクザに絡み、「ヤクザはこの世にいらん」と呟き出す若者。当然ヤクザの顰蹙を買った若者は事務所に連れて行かれる、しかし若者は事務所まで着くと、ポケットにしまっていたナイフでそのヤクザを何の躊躇も無く刺し殺した。
一方、その事務所には、かつてチーマー達の間で「伝説」と言われながらも、盃も受けずヤクザの下っ端として仲間とともにデートクラブを経営している上條がいた。上條は渋谷でLSDを売り捌き、組に対立するヤクザの松永を仕留めるよう命令されるが実行に踏み切れず、自分の下で飼う事になった若者に松永を殺させることを思いつく。
そして若者と上條の間に、暴力で彩られた絆ともいえない奇妙な交流が始まっていく。

## キャスト
- 千原浩史（荒野/ナイフ使いの若者）
- 鬼丸（上條/デートクラブの経営者）
- 杉本哲太（松永/渋谷を拠点とするヤクザの組長）
- 緒沢凛（アリス/デートクラブの女）
- 広田レオナ（5スター・プッシーキャット/不良外国人の情婦）
- KEE（銀次/上條の仲間）
- KENTA（マムシ/上條の仲間）
- 奥田智彦（ボンド/上條の仲間）
- 上野清隆（ユウスケ/上條達の後輩）
- 鈴康寛（龍雄/組長の付き人）
- 麿赤児（組長/上條が世話になる組の組長）
- 川瀬陽太（李/松永の子分）
- 中沢青六（テツ/荒野に殺されるヤクザ）
- 斉藤裕亮（ラストシーン荒野にスケボーを投げ絡むシーンで参加していた）

## スタッフ
- 監督・脚本：豊田利晃
- 撮影：笠松則通
- 録音：山方浩
- 美術：三浦伸一
- 衣裳：宮本まさ江
- ヘアメイク：小沼みどり
- 編集：深野俊英
- 音楽：dip
- 音楽プロデュース：中西大輔
- 撮影効果：多正行
- 整音：柿澤潔
- 装飾：山田好男
- 音響効果：東洋音響カモメ(中村佳央)
- スクリプター：川野浩司
- 製作担当：木次谷良助
- 監督助手：大津是、佐藤英明、黒川礼人、増間高志
- プロデューサー補：佐藤正樹、渡辺謙作
- リーレコ：小峰信雄
- ネガ編集：藤山伊世子
- デジタルFX：ゼネラル・エンタテイメント（鹿角剛）
- スケートボード指導：カリフォルニアストリート（田中友規、鈴木ヒカリ、キムジュン）
- タトゥー：Jun Matsui
- 技斗：二家本辰巳
- カースタント：スーパードライバーズ
- タイトルデザイン：赤松陽構造
- スタジオ：日活撮影所
- 現像：IMAGICA
- 企画：有吉司、孫家邦
- プロデューサー：竹井正和、菊地美世志
- 製作協力：東京テアトル、フィルムメイカーズ
- 製作：リトルモア